# Øyvind Leonhardsen
Øyvind Leonhardsen (ur. 17 sierpnia 1970 w Kristiansund) – norweski piłkarz grający na pozycji pomocnika, 86-krotny reprezentant swojego kraju.
Leonhardsen zaczynał karierę w ekipie Clausenengen FK, tam gdzie w drużynie o klasę młodszej grał Ole Gunnar Solskjær. W 1989 przeniósł się do 1 ligi, do drużyny Molde FK. Dwa lata później został kupiony przez mistrza kraju Rosenborg BK. Grając dla tej drużyny, został wybrany jako najlepszym norweskim piłkarzem w roku 1994. W następnym sezonie przeniósł się do Premier League, do drużyny Wimbledon F.C., gdzie wywarł wielki wpływ na grę zespołu. W lecie 1997 został kupiony przez Liverpool F.C. Po epizodzie w tym klubie spędził także parę sezonów w Tottenhamie Hotspur, a także w Aston Villi. W 2004 Leonhardsen powrócił do Norwegii do zespołu Lyn Fotball, gdzie był kapitanem tej drużyny. Rok później podpisał dwuletni kontrakt z drużyną Strømsgodset IF z Drammen, gdzie występuje do dziś.
Leonhardsen wystąpił w 86 meczach Reprezentacji Norwegii w piłce nożnej, strzelając 19 goli. Był także częścią Reprezentacji Norwegii w piłce nożnej na Mistrzostwach Świata w Piłce Nożnej 1994 i Mistrzostwach Świata w Piłce Nożnej 1998.